# Ranunculus minor
Ranunculus minor là một loài thực vật có hoa trong họ Mao lương. Loài này được (L. Liou) W.T. Wang miêu tả khoa học đầu tiên năm 1986.